# キンロバイ属
キンロバイ属（キンロバイぞく、学名：Dasiphora、和名漢字表記：金露梅属）は、バラ科バラ亜科の属の1つ。
本属は、以前はキジムシロ属 Potentilla として扱われることが多かったが、近年の分子系統学的解析により、広義のキジムシロ属は系統的にいくつかの異なるまとまりが認められ、エゾツルキンバイ属 Argentina、クロバナロウゲ属 Comarum とともに、それぞれ別属として扱うことが合理的であるとされた。

## 特徴
小低木で叢生する。基本的に雌雄同株であるが、ときに雌雄異株の種がある。茎は細く、よく分枝して高さは1mほどになる。高山に分布するものは極端に低くなるものがある。葉は奇数羽状複葉で互生し、小葉は3-5個からなり、小葉に関節がある。葉柄の基部に薄膜状の托葉があり、托葉の下半分は葉柄の向軸側に合着し、花時にも宿存する。花は、茎先または上部の葉腋から集散花序を出して1-数個つける。花は両性、ときに単性のものがある。萼片は5個あり、同数の副萼片があり互生し、果時にも宿存する。花弁は5個で黄色または白色。雄蕊は20-25個あり離生する。心皮は多数あって離生し、半球状となる花床につき、子房には毛が生え、花柱は棍棒状となって直立する。

## 分布
北半球に10種ほど分布する。日本にはキンロバイ1種ある。

## 種

### 日本に分布する種
- キンロバイ Dasiphora fruticosa (L.) Rydb.[5] - 花の径2-2.5cm、花弁は円形で黄色または白色。雄蕊は20個。花期は6-8月。茎の高さ50-100cm。亜高山帯から高山帯の蛇紋岩や石灰岩の岩場に生える。北海道・本州・四国、北半球の温帯、寒帯、高山帯に広く分布する[1]。絶滅危惧II類(VU)（環境省）。

### その他の主な種
学名と分布地はDasiphora, U.S. National Plant Germplasm Systemから
- Dasiphora arbuscula (D.Don) Sojak – 中国大陸、インド、ネパール
- Dasiphora davurica (Nestl.) Kom. - 中国大陸、極東ロシア、シベリア
- Dasiphora friedrichsenii (Spath) Juz. - 栽培種
- Dasiphora parvifolia (Fisch. ex Lehm.) Juz. - 中国大陸、中東アジア、モンゴル、シベリア

## ギャラリー
- Dasiphora davurica
- Dasiphora fruticosa
キンロバイ